# فندق ريفيري (المرآة السوداء)
"فندق ريفيري" Hotel Reverie هي الحلقة الثالثة في الموسم السابع من سلسلة الخيال العلمي المرآة السوداء . كتبها مبتكر السلسلة ومديرها تشارلي بروكر، وأخرجتها هاولو وانغ، وعُرضت لأول مرة على نتفليكس في 10 أبريل 2025، مع بقية حلقات الموسم السابع.

## القصة
تدور الحلقة حول النجمة براندي فرايدي، التي تواجه تحديًا غير تقليدي عندما توافق على المشاركة في إعادة إنتاج لفيلم رومانسي قديم يحمل طابعًا عاطفيًا كلاسيكيًا. بدلاً من تصوير الفيلم بالطريقة التقليدية مع ممثلين وكاميرات، يتم نقل وعي براندي إلى داخل عالم الفيلم نفسه باستخدام تقنية متطورة من الذكاء الاصطناعي. في هذا العالم الافتراضي، تتفاعل براندي مع نسخ رقمية لشخصيات الفيلم الأصلية، لكنها سرعان ما تكتشف أن هذه التجربة ليست مجرد عمل تمثيلي، بل اختبار لها على مستويات شخصية وعاطفية.
تبدأ القصة بإحساس براندي بالغرابة وهي تحاول التكيف مع قواعد هذا العالم الافتراضي، حيث يُطلب منها الالتزام بالسيناريو الأصلي للفيلم بدقة. لكن مع تقدم الأحداث، تظهر صعوبات غير متوقعة: الشخصيات الرقمية تبدو أكثر تعقيدًا مما كان متوقعًا، وتبدأ براندي في التشكيك في حدود الواقع والتمثيل. تتساءل عما إذا كانت هذه الشخصيات مجرد برمجيات أم أن لها وعيًا خاصًا بها. في الوقت نفسه

## الإنتاج
فكر بروكر في البداية بقصة رعب عن شخص قادر على التواصل مع لقطات أفلام قديمة. كما كانت لديه فكرة منفصلة عن قصة لشخص غير مناسب يُجبر على لعب دور جيمس بوند في تكييف سينمائي تقني. قرر دمج الفكرتين وتحويلهما إلى قصة رومانسية بعد مشاهدته لفيلم الرومانسية الكلاسيكي "مقابلة وجيزة" (Brief Encounter) عام 1945.